# Sheila Reid
Sheila Reid, född 2 augusti 1989, är en friidrottare från Kanada. Hon deltog vid olympiska sommarspelen 2012.